# Hanseschale
Der Begriff Hanseschalen (auch Hanseschüsseln, Hansaschüsseln) fasst eine Gruppe von getriebenen Metallschalen zusammen, die überwiegend archäologisch zutagegetreten sind. Als Material wird durchweg Bronze angegeben. Ihre Entstehungszeit ist das 11. bis 13. Jahrhundert, sie waren also schon vor der Hansezeit verbreitet. Ihr irreführender Name geht auf das Hauptfundgebiet zurück, das sich auf Norddeutschland und das Baltikum konzentriert. Doch auch in Skandinavien, England, im südlicheren Deutschland, Österreich und Ungarn sind Exemplare ergraben worden.

## Form und Ikonographie
Diese romanischen Bronzeschalen sind 4,5 bis 7 cm hoch, haben einen Durchmesser von 20 bis 30 cm und besitzen einen waagrecht von der runden Wandung abstehenden schmalen Rand.
Auf der Innenfläche sind sie meist graviert, auf guten Exemplaren sind zum Beispiel die Personifikationen der Tugenden und Laster dargestellt und durch lateinische Beischriften benannt. Auf anderen Schalen ist diese Ikonographie zu engelartigen Wesen vergröbert und vereinfacht und auch der Buchstabenbestand der Bezeichnungen wird hier missverstanden oder ist unleserlich bis hin zu völligem Fehlen. Weitere Gruppen dieser Schalen zeigen Tierdarstellungen oder reduzieren den Schmuck auf florale und geometrische Muster. Auch Beispiele ohne jede Gravur sind nicht selten.

## Funktion und Gebrauch
Der ursprüngliche Gebrauch ist nur indirekt zu erschließen. Unumstritten ist, dass sie in erster Linie zur Handwaschung dienten. Da die Schalen gelegentlich paarweise auftauchten, hat man angenommen, dass dabei (durch eine assistierende Person) von einer Schale in die andere gegossen wurde. Aber auch eine Verwendung zusammen mit einem Aquamanile, oder, entsprechend späterem Brauch, einer Kanne, ist natürlich nicht grundsätzlich auszuschließen. Waschungen fanden vielfach als symbolische Reinigung vom Sündenschmutz im liturgischen Zeremoniell statt. Aber auch im profanen Bereich waren ritualisierte Reinigungen vor dem Mahl, vor der Gerichtssitzung oder zur Begrüßung des Gastes üblich und bedeuteten mehr als einen hygienischen Akt, waren vielmehr Demonstrationen moralischer Reinlichkeit und darüber hinaus in der Konkretisierung durch die Tugenden und Laster mit ihren lateinischen Inschriften Zurschaustellung höherer Bildung und gesellschaftlichen Ranges.
2012 wurde in Puru in Estland eine Hanseschale zusammen mit Münzen des 11. Jahrhunderts gefunden.

## Forschungsstand
Seit den grundlegenden Arbeiten von Josepha Weitzmann-Fiedler sind zahlreiche weitere Funde von romanischen Bronzeschalen gemacht und verstreut veröffentlicht worden. Eine groß angelegte Untersuchung in Form eines Korpuswerkes, das Fundsituation, Ikonographie, Form- und Materialanalyse mit Kartierungen verbindet, steht noch aus. Sie würde vermutlich die räumlichen und zeitlichen Veränderungen genauer erkennen lassen und Aufschlüsse über Produktionszentren und Handelswege geben.